# Horváth-kert

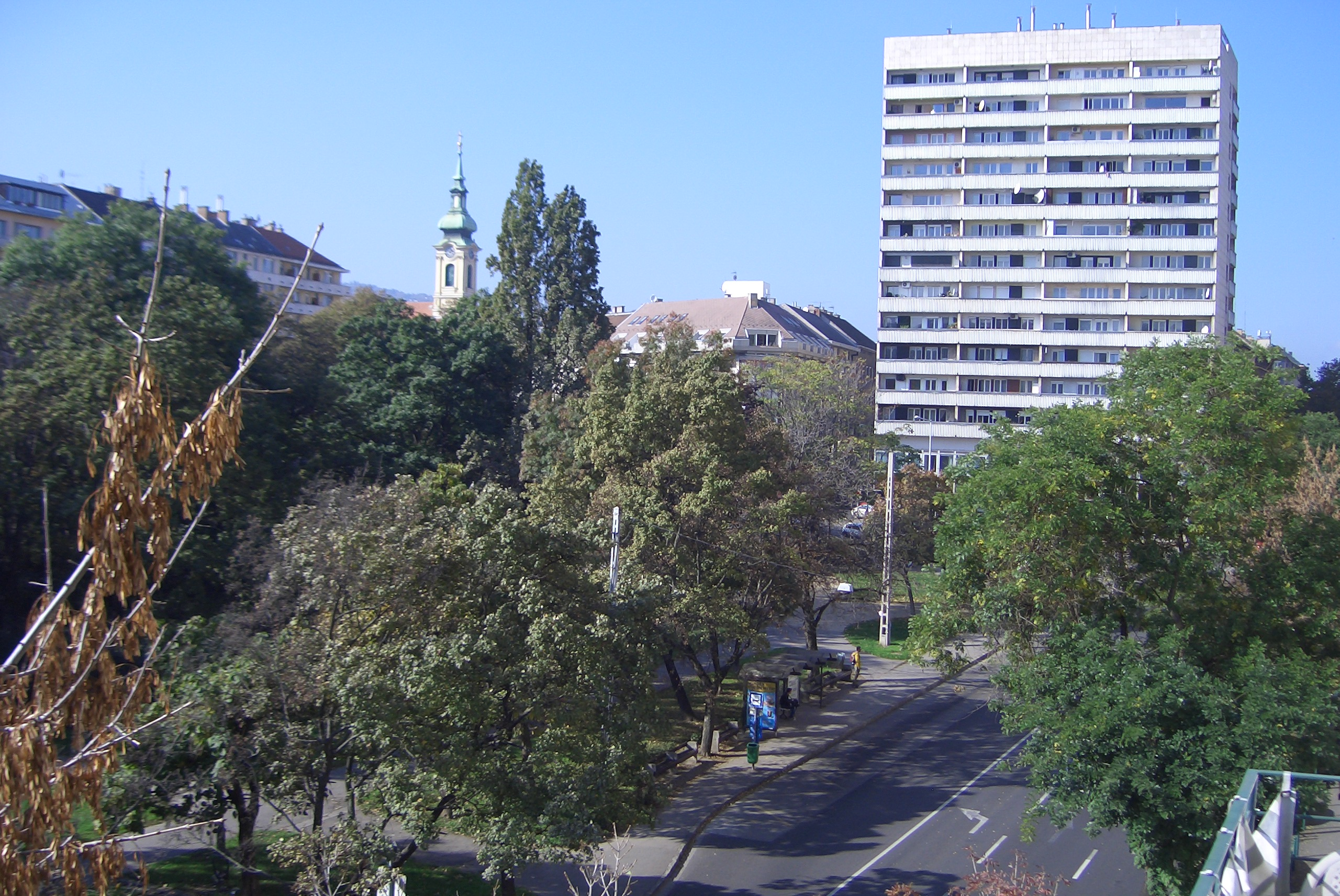
A Horváth-kert az Attila útról nézve (háttérben a Krisztina téri templom és az Alagút utcai toronyház)

A Horváth-kert közpark Budapest I. kerületében, a Krisztinavárosban.

## Fekvése
A Krisztina körút, az Attila út és az Alagút utca határolja.

## Története
A park nevét egykori tulajdonosáról, Szentgyörgyi Horváth Zsigmondról kapta. (A Szentgyörgyi Horváth család nevéhez fűződik a balatonfüredi Anna-bál is.) 1862-ben, az Alagút  megépültekor Buda városa megvásárolta, és közparkká alakította. Az eladó Horváth család kikötötte, hogy a parkban játszóteret is kell létesíteni. A Horváth-kerten keresztül folyt az Ördög-árok, amely ma is a park alatt folyik, de már több mint 130 éve befedték. (A befedés munkálatait itt, a János hídnál kezdték el 1873. március 5-én, de csak 1876 júniusában adták át a Vérmezőig tartó szakaszt.) Azóta csak az 1838-ban állított Nepomuki Szent János-szobor emlékeztet a patak hajdani felszíni nyomvonalára. Az addigra megrongálódott szobrot az 1950-es években lebontották.
A Nepomuki Szent János-szobor mögötti területen (szemben az 1900-ban épült állami főreálgimnáziummal, a mai Petőfi gimnáziummal) állt az 1878-ban felépített, és 1941-ben lebontott Budai Tornacsarnok.

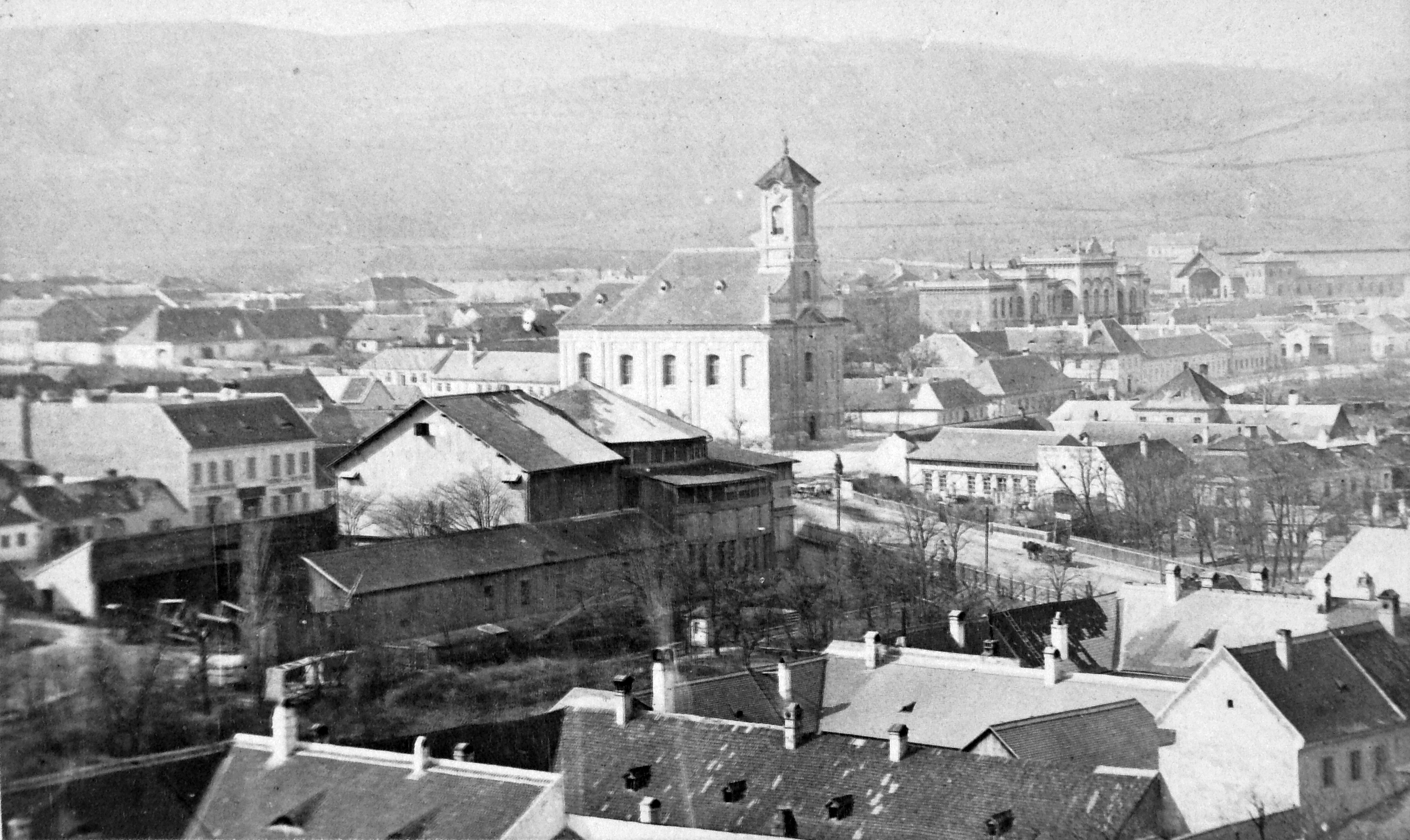
Krisztinaváros 1875-ben: előtérben a Budai Színkör épülete, középen a Krisztinavárosi Havas Boldogasszony-plébániatemplom, jobbra hátul a Karátsonyi-palota és a Déli pályaudvar

A Horváth-kert északnyugati sarkán (az Alagút utca és a Krisztina körút sarkán) működött a Budai Színkör. Épületében 1843-tól kezdve játszottak német vándortársulatok. Miután 1870-ben Buda városa határozatban tiltotta meg a német nyelvű színielőadásokat, számos magyar rendező váltotta egymást, általában kevés sikerrel. A nyári színházként működő épületet végül 1937-ben lebontották. Helyén csak az 1935-ben állított Déryné-szobor maradt (Ligeti Miklós műve), amely az ostrom idején elpusztult. 2010-ben az Önkormányzat felállította a szobor másolatát (Polgár Botond művét).
A parkot a benne álló Haydn-szoborról egy időben Haydn-parknak is nevezték, de az elnevezés nem gyökeresedett meg. A bronz mellszobrot Kocsis András készítette 1960-ban.
A park északi felén, az egykori Budai Színkör helyén 1961-ben szökőkutas vízmedencét létesítettek, partján állították fel Ferenczy Béni „Ülő nő” című bronzszobrát. A szökőkút csak néhány évig üzemelt, az 1970-es évek közepén tönkrement, azóta nem működött.[forrás?] 2010 körül felújították, modern díszvilágítással látták el és ismét üzembe helyezték.
Az Alagút utca 3. sz. alatt állt az 1935-ben megszűnt Philadelphia Kávéház, amelynek a 19–20. század fordulóján Ady Endre is gyakori vendége volt. Az 1960-as évek elején a házat lebontottak, a helyén toronyház épült.
A rendszerváltás után visszaállították a Nepomuki Szent János-szobrot, amely korábban az Ördög-árok hídján állt.
2011 októberében a lengyelországi Chopin-2010 Emlékbizottság elnöke, Waldemar Dabrowski korábbi kulturális miniszter, a varsói Nemzeti Operaház főigazgatója, Szilasi Alex zongoraművészen keresztül a Budavári Önkormányzatnak egy Chopin-mellszobrot ajándékozott, amelyet a Horváth-kert nyugati szélén, a Krisztina körúti úton állítottak fel az adományozók jelenlétében. A szobor Bolesław Syrewicz lengyel szobrászművész (1835–1899) eredeti művének másolata.

## Említése egy örökzöld slágerben
- Békeffi István írta a szövegét a „Legyen a Horváth-kertben, Budán” című dalnak, amelynek két sora idővel szállóigévé vált: „Legyen a Horváth-kertben, Budán / Szombaton este fél nyolc után”.[9]
- Budapest Bár, Szűcs Krisztián

## Képek a Horváth-kertről

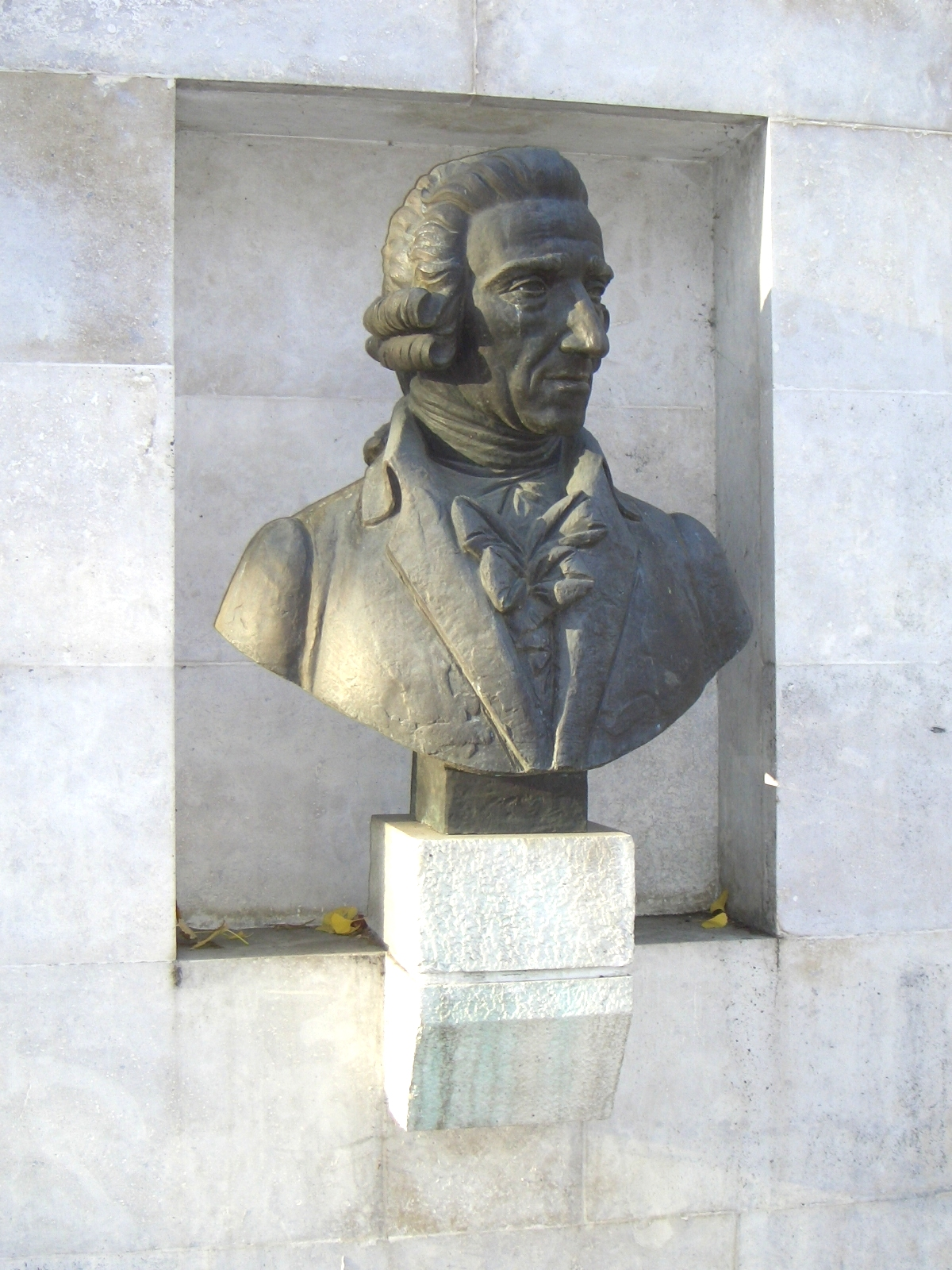
Kocsis András Haydn-szobra, 1960.
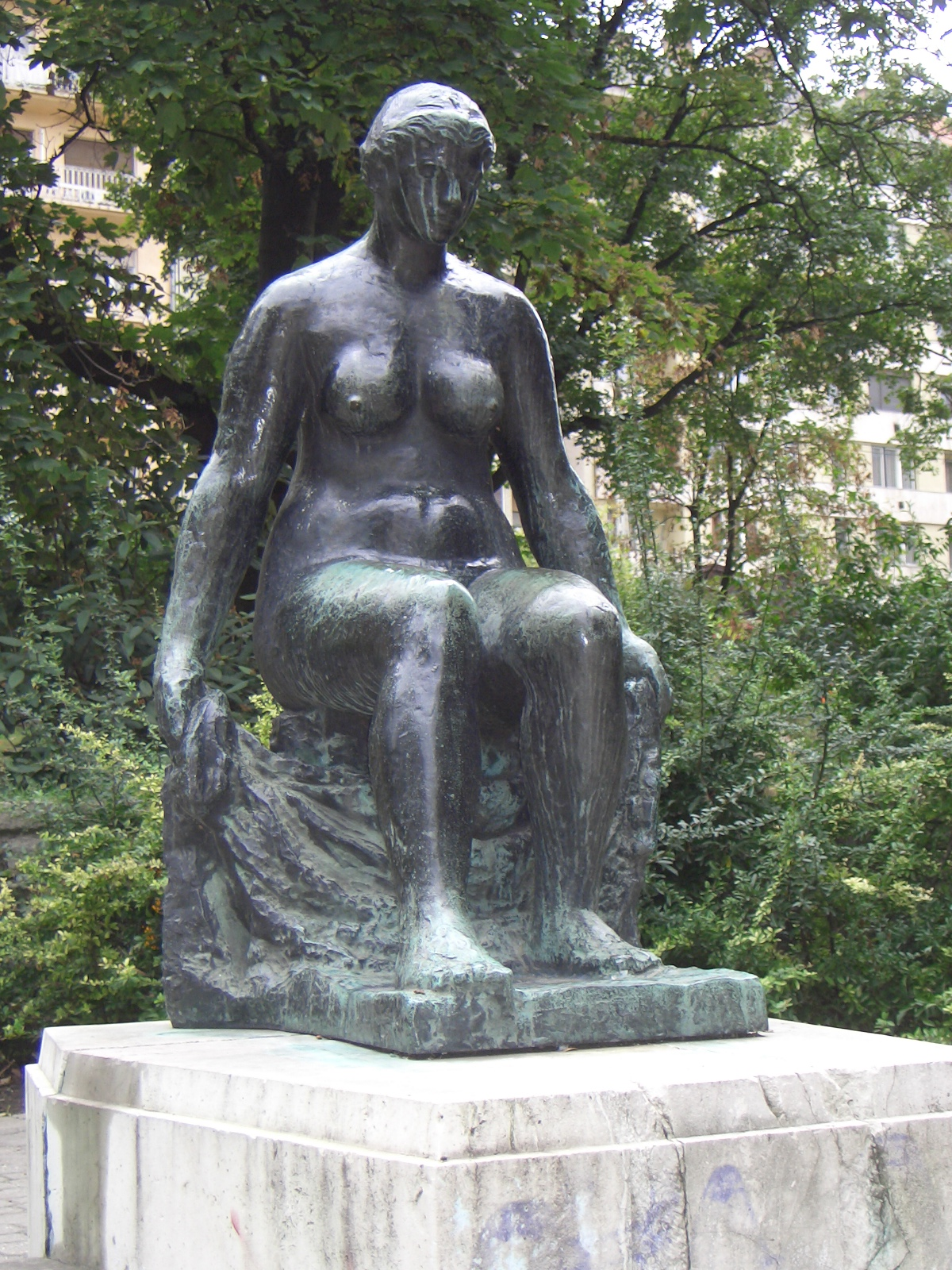
Ferenczy Béni Ülő nő-szobra, 1961.
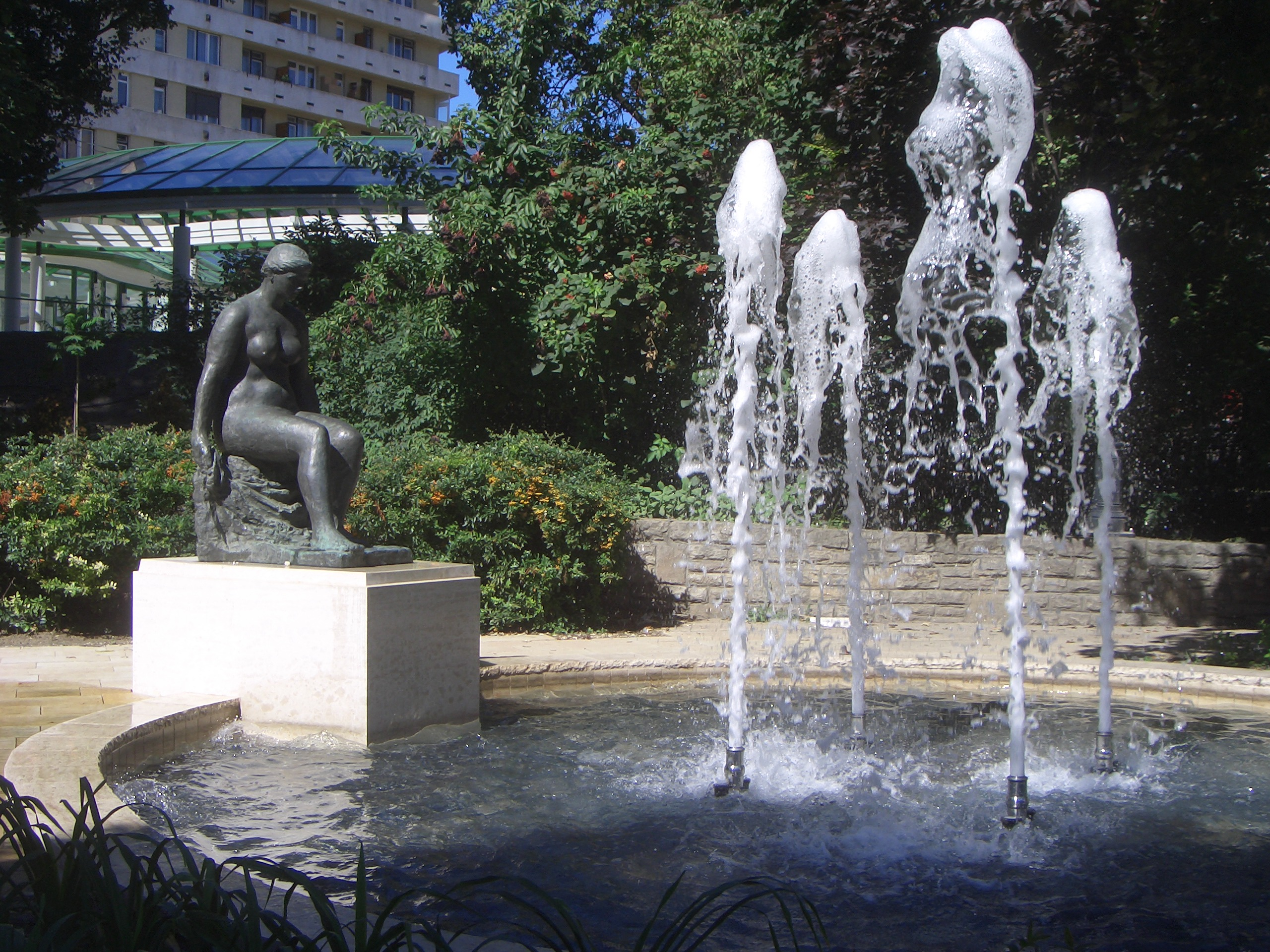
Ferenczy Béni szobra, felújítás után (2011).
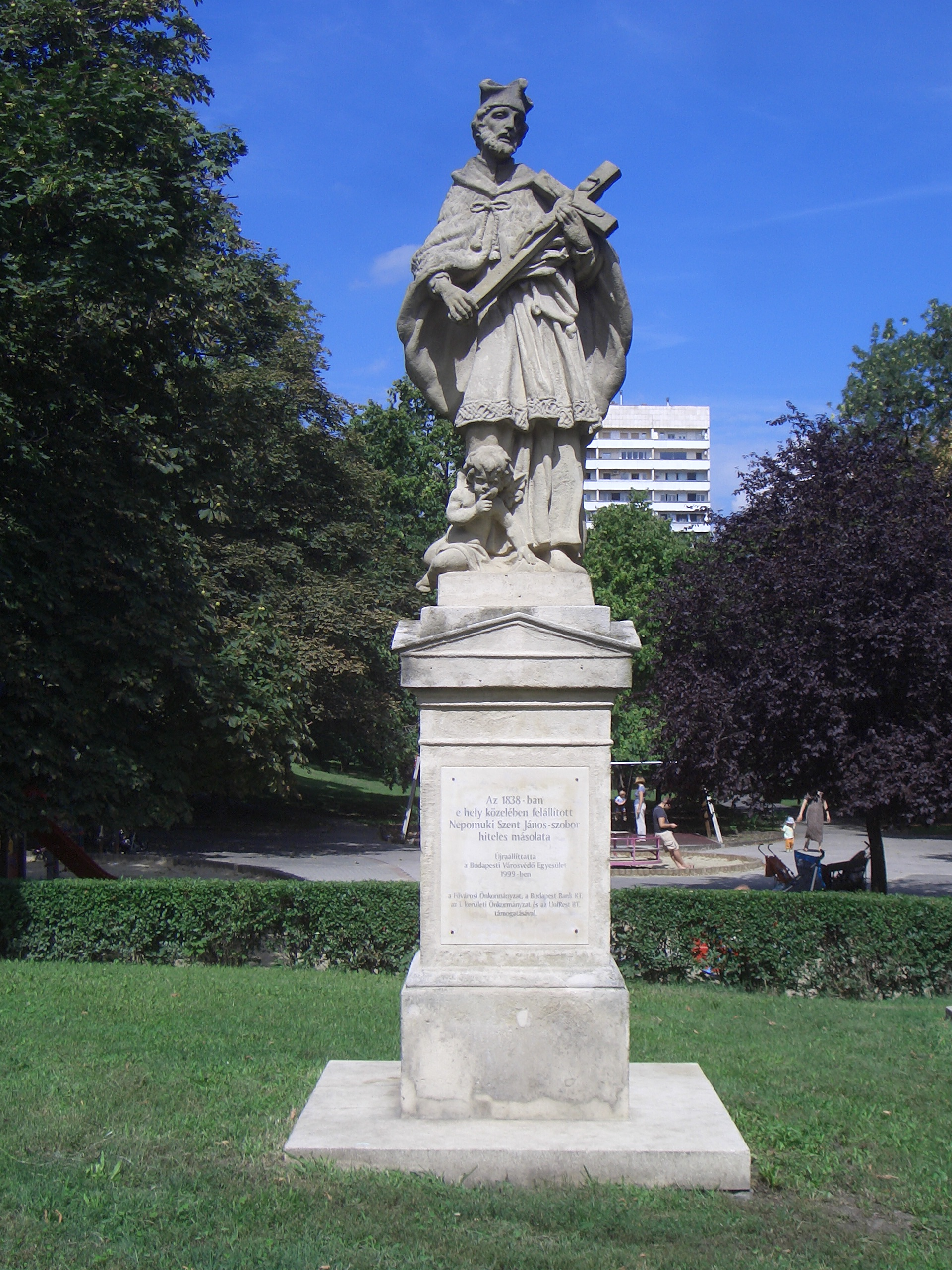
Nepomuki Szent János-szobor.
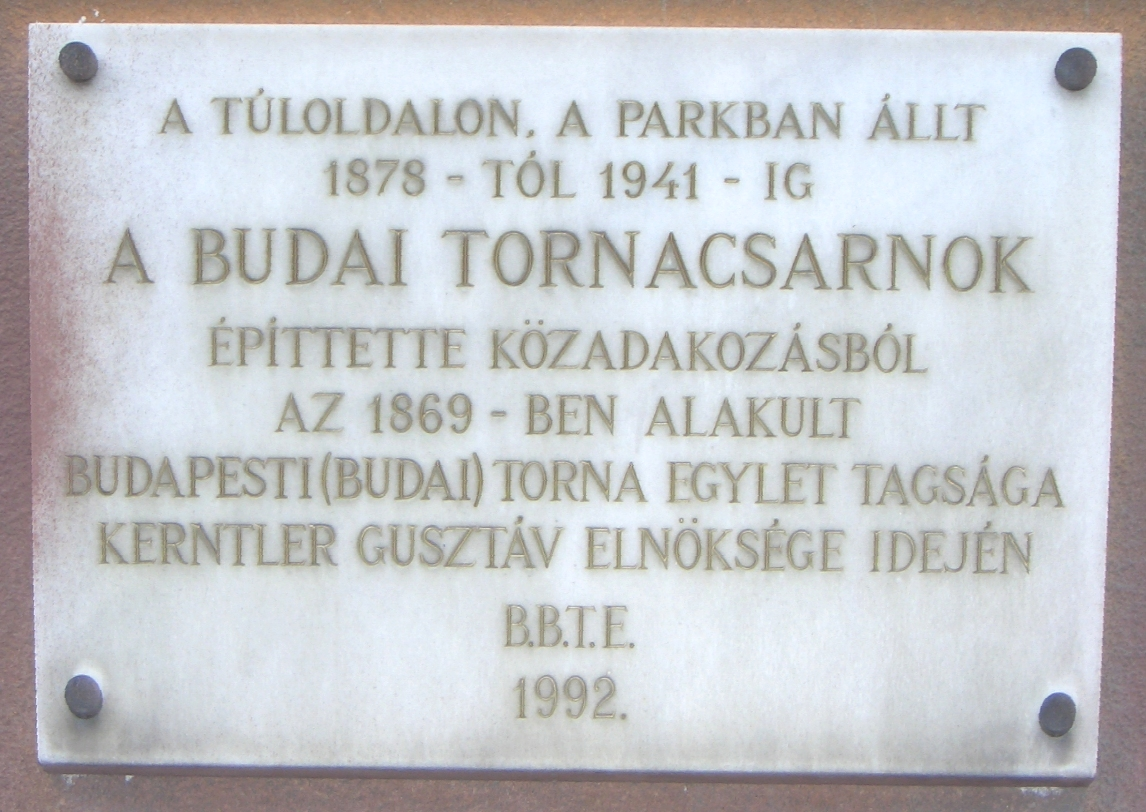
A Budai Tornacsarnok emléktáblája a Petőfi gimnázium falán
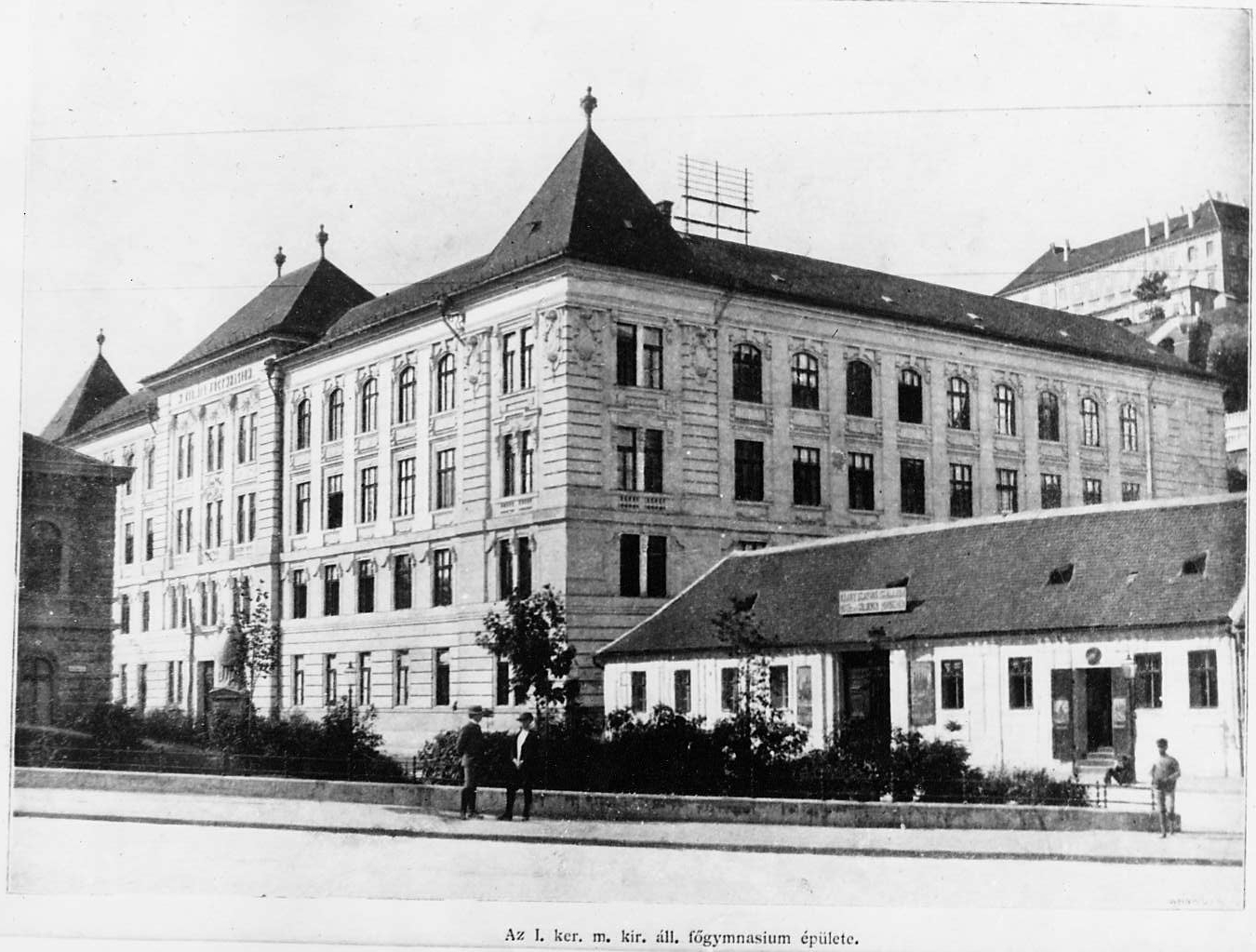
Budai Tornacsarnok, Szent János-szobor és főreálgimnázium (1900)
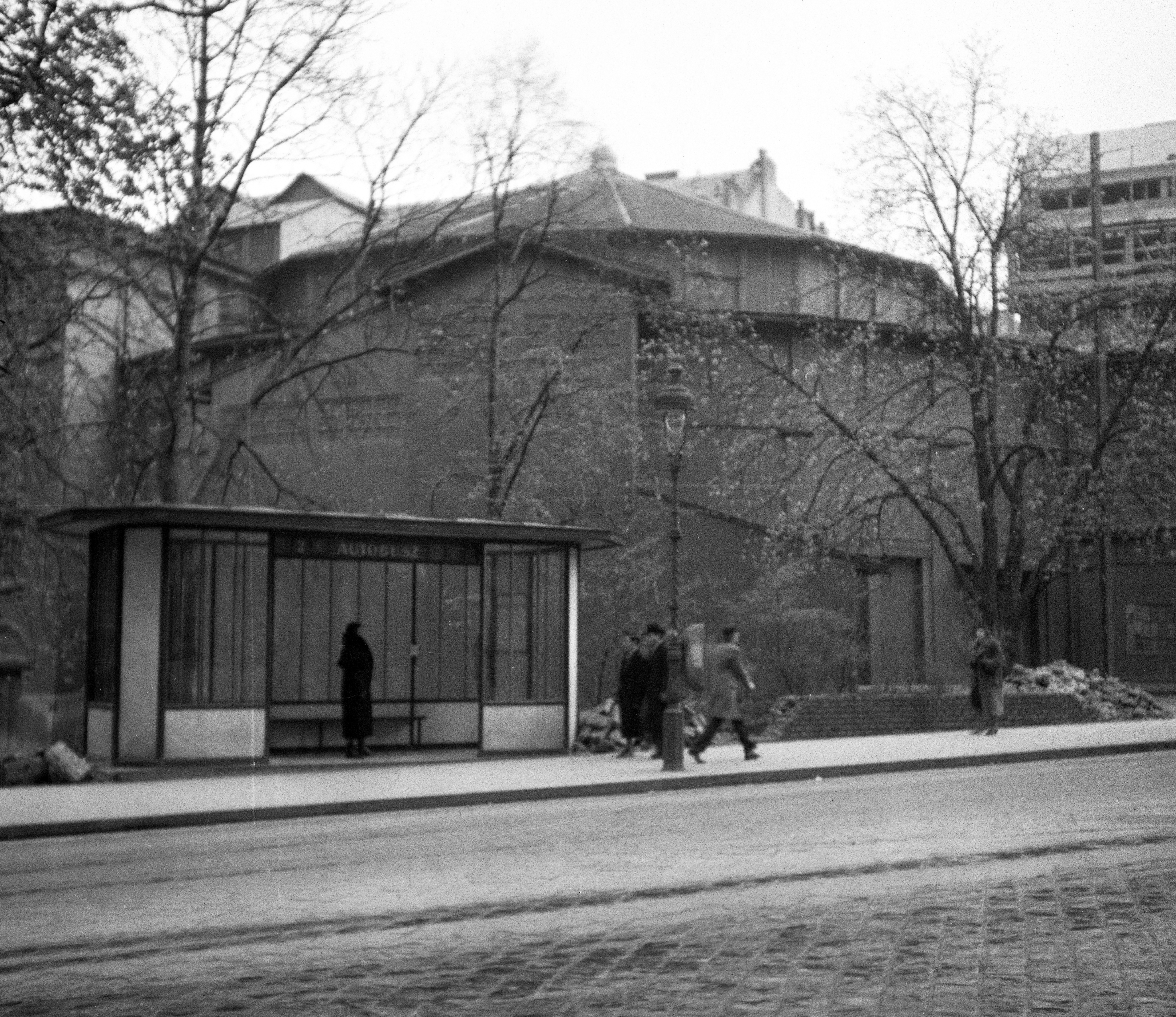
A Budai Színkör a park Alagút utcai oldalán (1837)
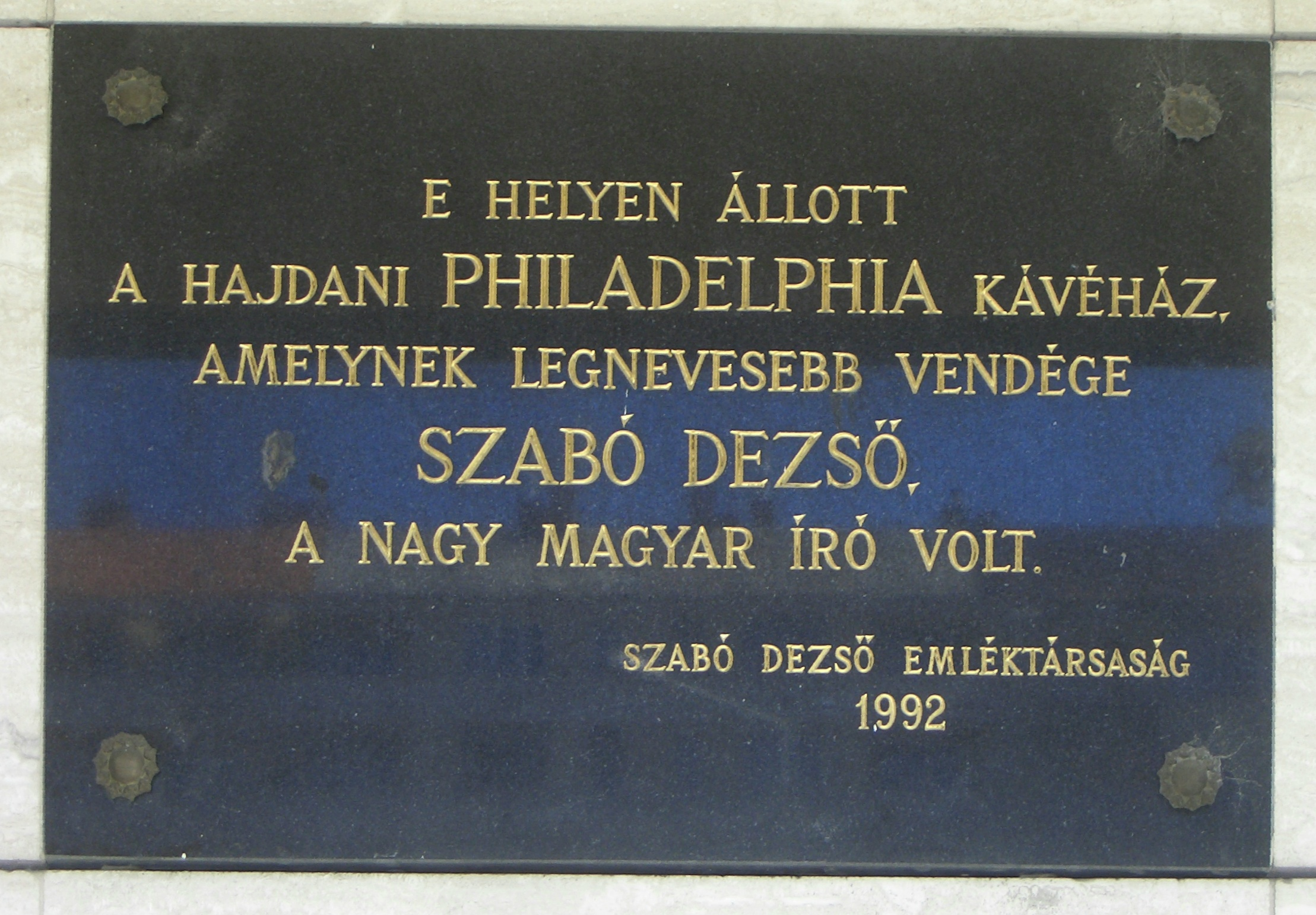
A volt Philadelphia Kávéház és Szabó Dezső emléktáblája.
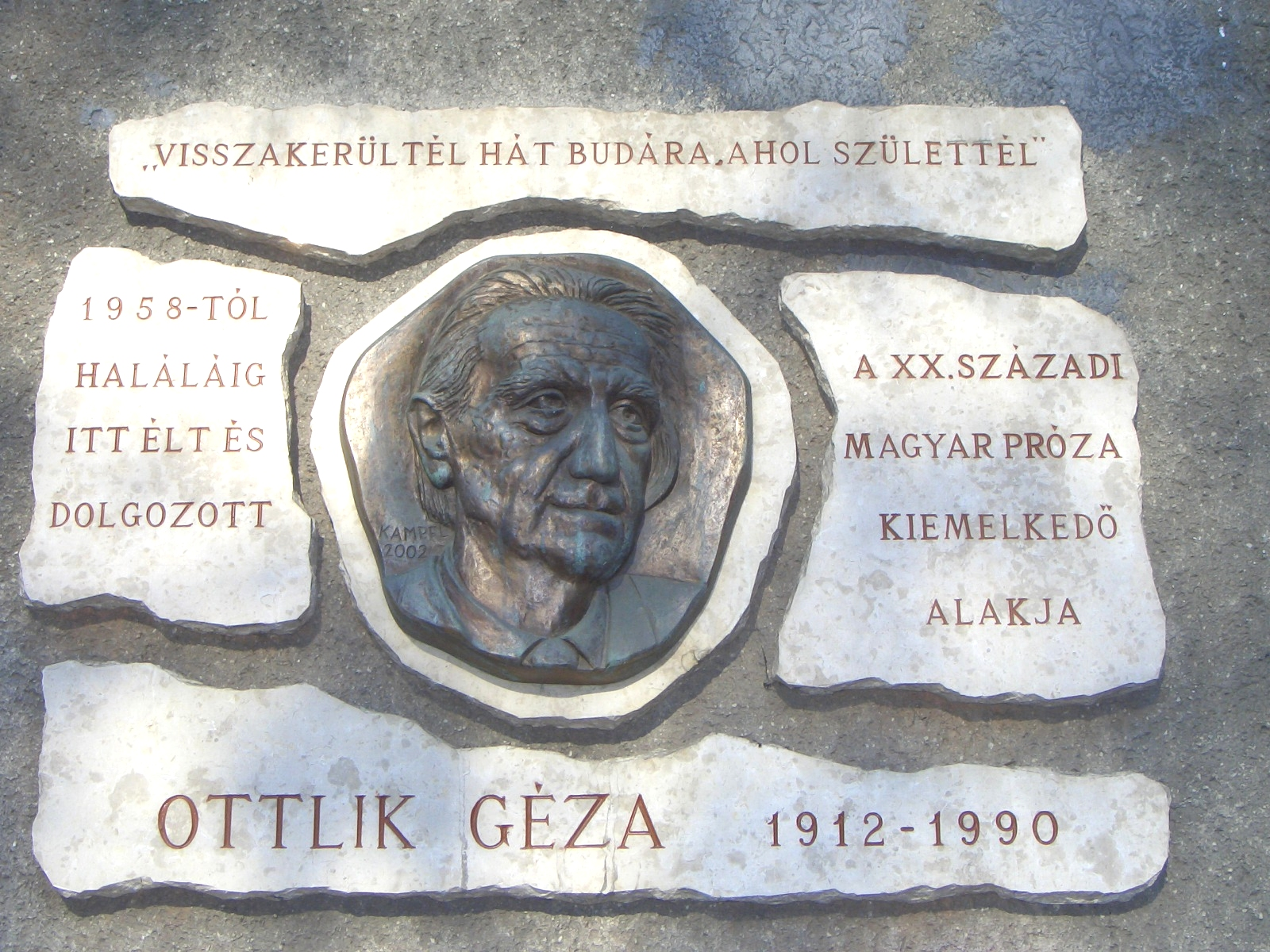
Ottlik Géza emléktáblája az Attila út 45. sz. házon.
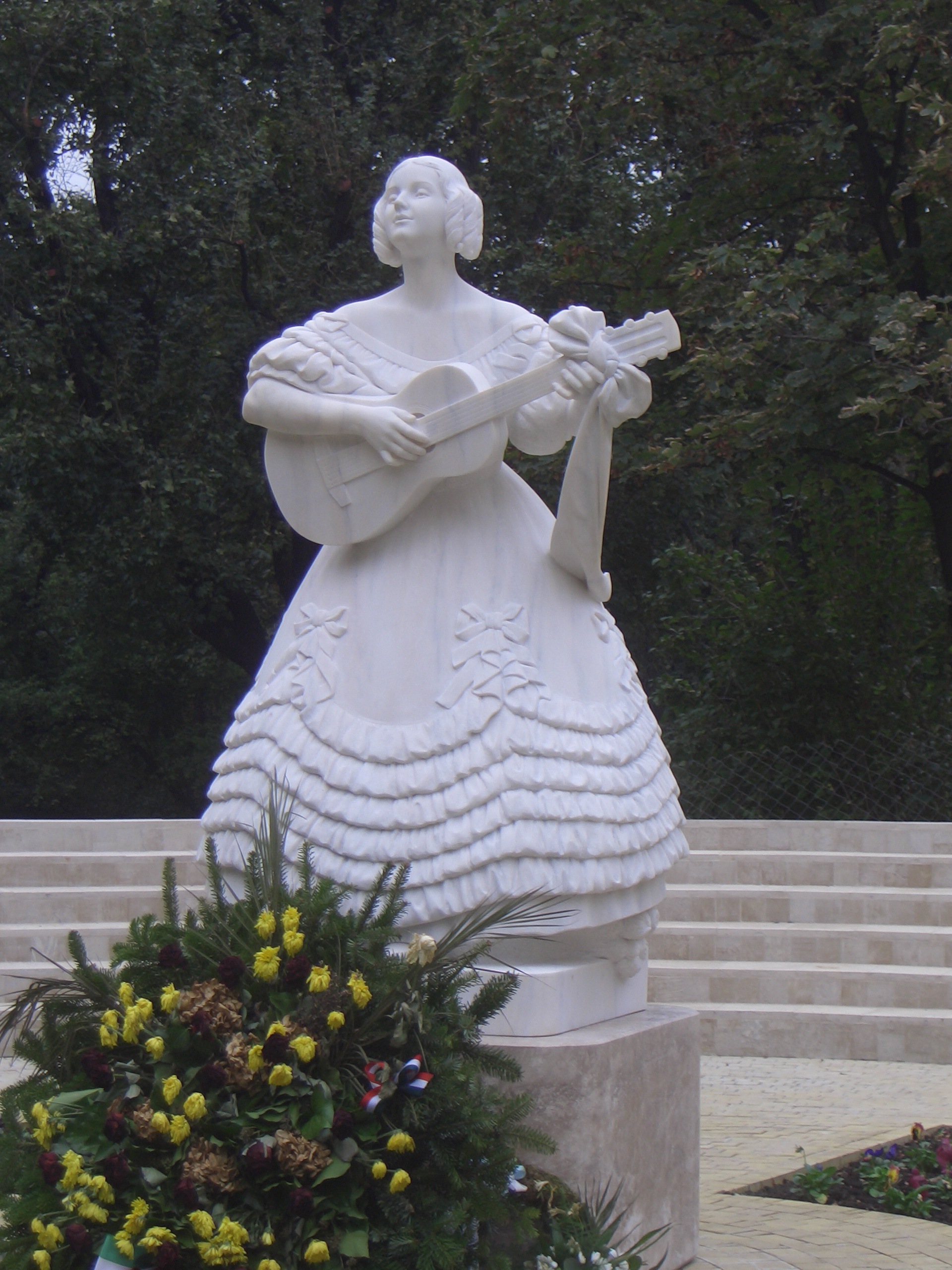
Déryné régi/új szobra (er. Ligeti Miklós (1935), másolat Polgár Botond (2010).
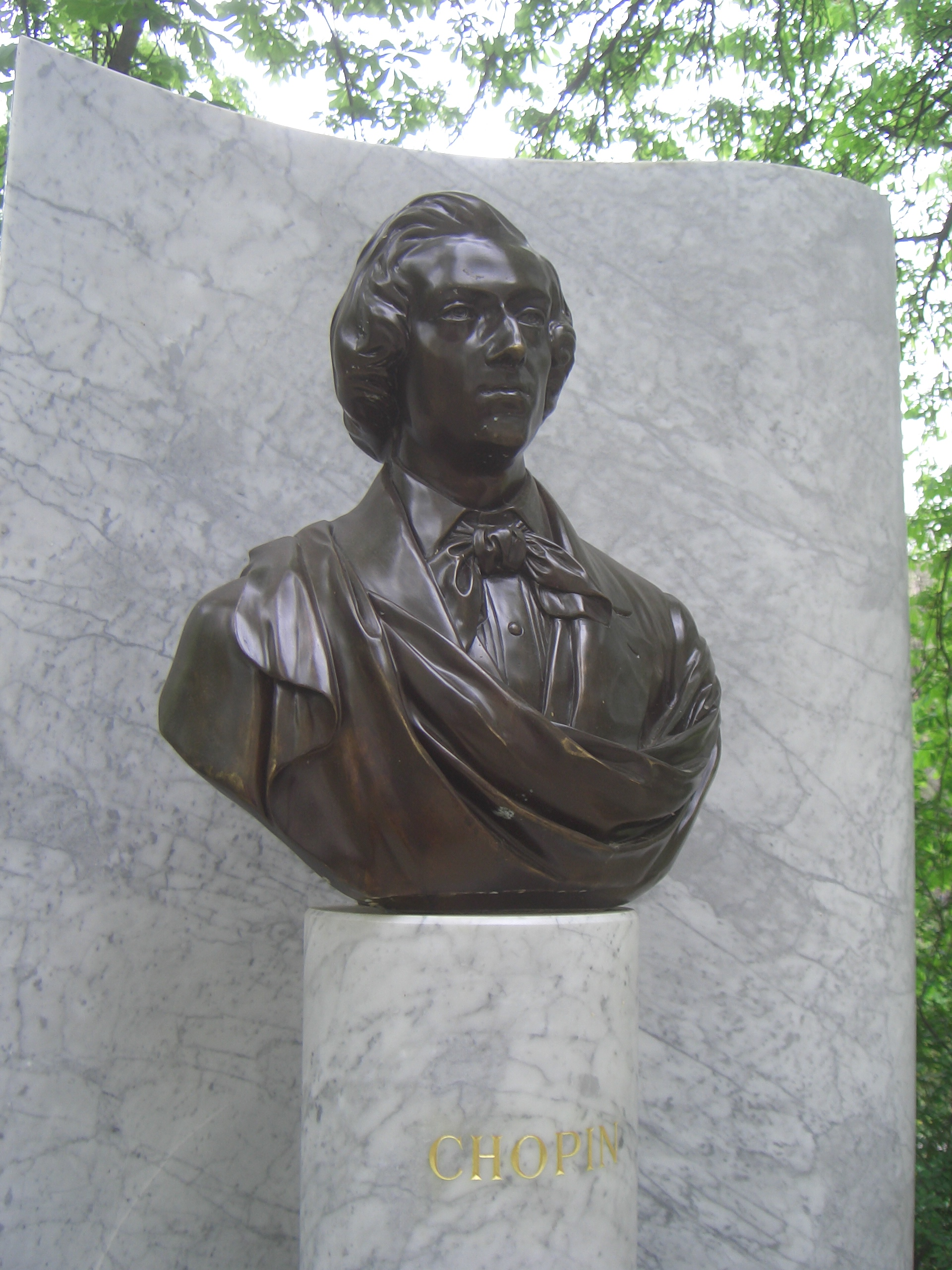
Chopin emlékműve (2011).